# Жлеб
Жлеб е планински масив между северозападно Косово и Черна гора. Жлеб свързва Мокра гора и Хала от Проклетия. По-голямата част от масива се намира на територията на Косово.
От Жлеб извира Бели Дрин, който протичайки на изток образува Руговската клисура. Най-високите върхове са Русулия (2382 м) и Жлеб (2365 м).